# ベルンハルト・フォン・ヒュルゼン
ベルンハルト・フランツ・カール・アドルフ・フォン・ヒュルゼン（Bernhard Franz Karl Adolf von Hülsen、1865年4月20日 - 1950年4月21日）は、ドイツ帝国・ヴァイマル共和政ドイツの軍人。ドイツ義勇軍ヒュルゼン義勇軍の指揮官。

## 来歴

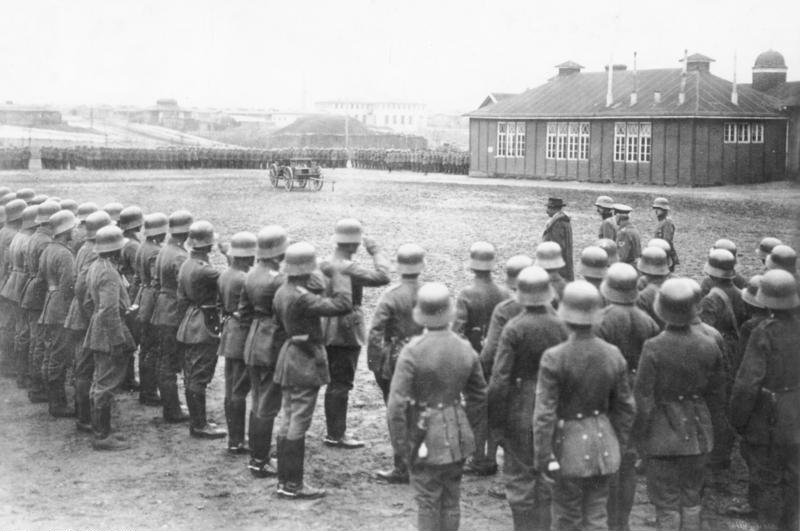
ヒュルゼン義勇軍を閲兵するグスタフ・ノスケ（1919年1月）

1865年に北ドイツの貴族ヒュルゼン家に生まれる。父ヘルマン・フォン・ヒュルゼン（1816年12月2日 - 1867年2月5日）はプロイセン陸軍中佐、母ヘレーネ・フォン・クラウゼヴィッツはヘルマンの二番目の妻であり、兄ヴァルター・フォン・ヒュルゼンもドイツ軍将校となった。1896年7月31日にベルリンでマグダレーナ・フォン・シャーパーと結婚する。
1884年4月15日に少尉に任官し、第2近衛連隊に配属される。第一次世界大戦が勃発すると第5近衛連隊長として従軍し、1917年1月2日に231師団長（少将）に任命され、1918年9月20日まで務めた。
敗戦後の1918年12月26日にドイツ義勇軍・ヒュルゼン義勇軍を組織し、スパルタクス団蜂起や第3回シレジア蜂起の鎮圧に参加した。シレジア蜂起鎮圧の際には上シロンスク地方方面の指揮官として参加したが、後に同方面の指揮権をヴァイマル共和国軍中将カール・ホーファーに譲った。1919年6月にヒュルゼン義勇軍はヴァイマル共和国軍第3旅団として再編成され、ヒュルゼンは旅団長に就任した。この際、ヒュルゼンは中将に昇進している。